# Trying to Get to You (album)
Trying To Get To You – album na żywo Elvisa Presleya, składający się z koncertu (25 maja 1977 w Rochester, NY). Wydany w 2008 roku.

## Lista utworów
1. "2001 Theme"
2. "C.C. Rider"
3. "I Got a Woman – Amen"
4. "Love Me"
5. "If You Love Me"
6. "You Gave Me a Mountain"
7. "Jailhouse Rock"
8. "’O sole mio (by Sherril Nielsen)"
9. "It’s Now or Never"
10. "Little Sister"
11. "Teddy Bear – Don’t Be Cruel"
12. "Trying to Get to You"
13. "Danny Boy (sung by Sherrill Nielsen)"
14. "Walk with Me (sung by Sherrill Nielsen) "
15. "One Night"
16. "My Way"
17. "Band Introductions – Early Morning Rain – What’d I Say – Johnny B. Goode – Ronnie Tutt drum solo - Jerry Scheff bass solo -Tony Brown piano solo - Bobby Ogdin electric piano solo – Hail Hail Rock And Roll"
18. "Hurt"
19. "Hound Dog"
20. "Can’t Help Falling in Love"
21. "Closing Vamp"